# Kosmos 2296
Kosmos 2296, ruski navigacijski satelit iz programa Kosmos. Vrste je GLONASS (Glonass br. 764, Uragan br. 64L).
Lansiran je 20. studenoga 1994. godine u 00:39 s kozmodroma Bajkonura (Tjuratama) u Kazahstanu. Lansiran je u srednje visoku orbitu oko planeta Zemlje raketom nosačem Proton-K/DM-2 8K72K. Orbita mu je 19.123 km u perigeju i 19.136 km u apogeju. Orbitna inklinacija mu je 64,87°. Spacetrackov kataloški broj je 23398. COSPARova oznaka je 1994-076-C. Zemlju obilazi u 675,71 minuta. Pri lansiranju bio je mase 1400 kg. 

## Vanjske poveznice
- N2YO.com Search Satellite Database
- Celes Trak SATCAT Format Documentation (engl.)
- Kunstman  Arhivirana inačica izvorne stranice od 12. kolovoza 2019. (Wayback Machine) Satellites in Orbit (engl.)